# Iglesia de San Jorge de Urtjva
La iglesia de San Jorge de Urtjva (en georgiano: ურთხვის წმინდა გიორგის ეკლესია) es una iglesia en el municipio de Jashuri, al norte del pueblo Urtkhva, Georgia, cercana al cementerio del pueblo. 

## Diseño
Es una iglesia de salón, de 11,5X6,6m, construida con calizas de diferentes tamaños. Tiene dos entradas desde el norte y el sur. El ábside es un círculo incompleto, en cuyo eje hay una ventana. También hay dos ventanas en el muro norte y una ventana en el muro oeste. 
A dos metros al sur de la iglesia, existió un campanario de 3,5X3,5 m. Este se remonta a principios de la era feudal y fue construido con piedras y ladrillos. La construcción fue seriamente dañada debido a que la cúpula se derrumbó, y solo se mantuvieron los pilares y arcos construidos sobre esos pilares. Desde el norte y el este del campanario, habían vallas construidas con trozos de piedras. 
En 2006, San Jorge de Urtkva fue señalado como Monumento cultural inamovible de importancia nacional de Georgia.